# Peripheral Interface Adapter
 (octobre 2016).

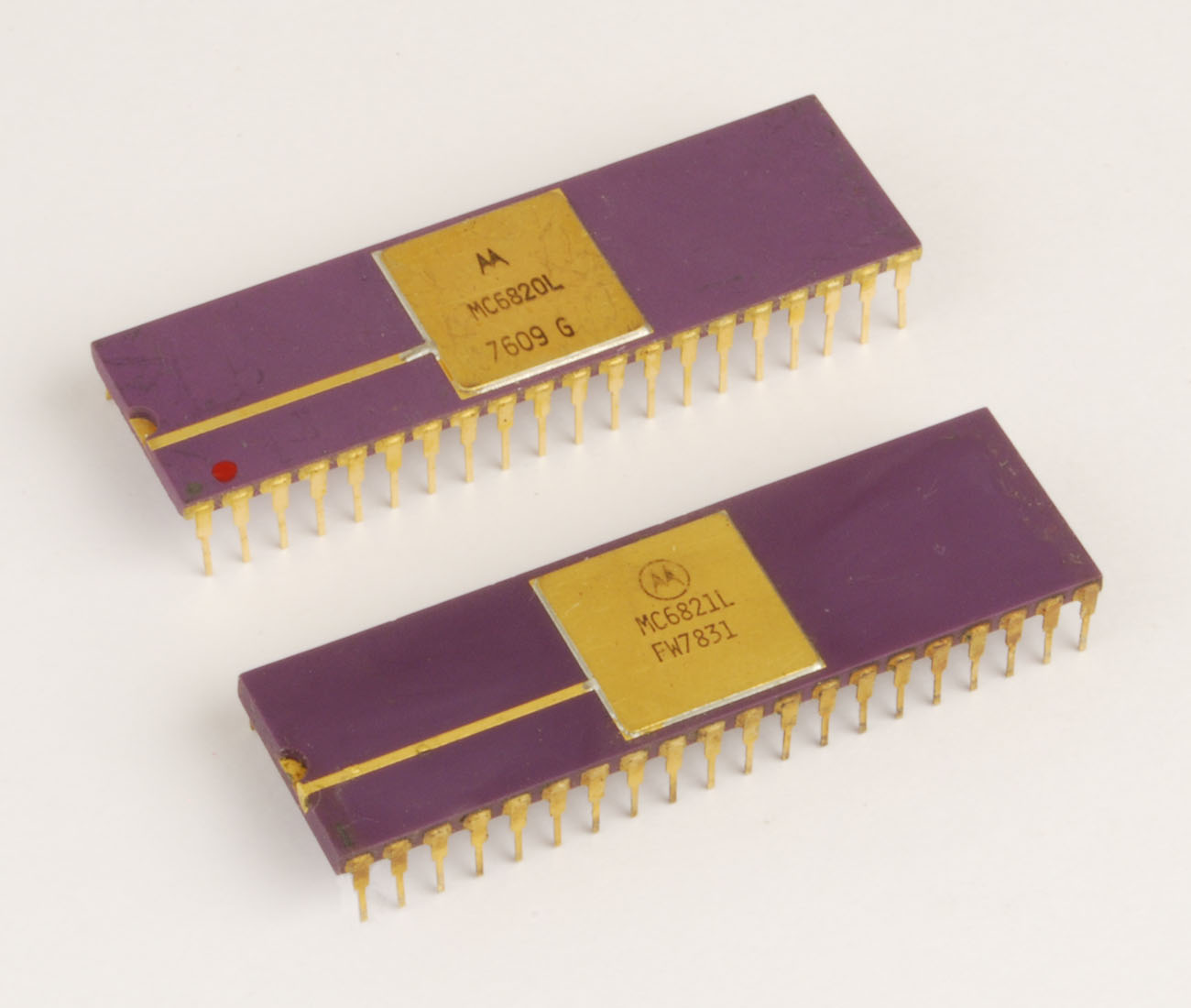
Peripheral Interface Adapters Motorola MC6820 et MC6821

Un Peripheral Interface Adapter (ou PIA ; en français, interface d'adaptation périphérique) est un circuit intégré pour périphériques fournissant des interfaces d'entrée et de sortie parallèles pour des systèmes à microprocesseur.

## Description
Les PIAs les plus communs sont les Motorola MC6820 et MC6821, et le MCS6520 de MOS Technology, qui sont tous fonctionnellement identiques mais ont des caractéristiques électriques légèrement différentes. Un PIA se trouve le plus souvent sous la forme d'une puce DIP à 40 pattes.
Le design du PIA est fait pour s'interfacer directement sur un bus Motorola de type 6800, et fournit 20 lignes d'entrées/sorties, organisées en deux ports bidirectionnels de 8 bits (ou 16 lignes d'entrées/sorties pour un usage général) plus 4 lignes de contrôle (pour les poignées de main ou handshaking et la génération d'interruptions). La direction de chacune des 16 lignes d'entrées/sorties (PA0-7, PB0-7) peut être programmée indépendamment. Les lignes de contrôle peuvent être programmées pour générer des interruptions, générer automatiquement des signaux de handshaking pour les périphériques connectés aux ports d'entrée/sortie, ou émettre un signal haut ou bas.
En 1976 Motorola a passé la famille MC6800 en mode depletion afin d'améliorer le rendement de fabrication et pour que le PIA gagne en rapidité d'exécution. Le PIA vit alors les caractéristiques électriques de ses pattes d'entrée/sortie changer légèrement, le MC6820 devint MC6821. 
Le MC6820 était utilisé dans l'Apple I pour interfacer le clavier ASCII et l'affichage.
Il a également été utilisé dans la première génération de flippers Bally (1977-1985), comme Flash Gordon et Kiss. Le MCS6520 était utilisé dans les Atari 400 et 800, fournissant quatre ports manettes à la machine. Le CoCo de Tandy (Color Computer) utilisait deux MC6821 afin de fournir des entrées/sorties pour la video, l'audio et les périphériques. Le Thomson TO7 utilisait aussi un MC6821P pour l'interface avec son clavier, et le MO5 pour le clavier, le son et le lecteur de K7,. L'extension musique et jeux des micro-ordinateurs Thomson (incluse à partir du TO8) l'utilisait aussi pour les manettes et la génération du son sur 6 voies, ainsi que le TO8 pour le connecteur Centronics de l'imprimante.

## Source
- Leventhal, Lance A. (1986). 6502 Assembly Language Programming 2nd Edition. Osborne/McGraw-Hill.  (ISBN 0-07-881216-X).